# Оздемир, Берат Айберк
Берат Айберк Оздемир (тур. Berat Ayberk Özdemir; род. 23 мая 1998, Меликгази, Кайсери) — турецкий футболист, полузащитник клуба «Аль-Иттифак» и сборной Турции, выступающий на правах аренды за «Истанбул Башакшехир».

## Клубная карьера
Оздемир — воспитанник клуба «Генчлербирлиги». В сезоне 2017/2018 для получения игровой практики он на правах аренды выступал на правах аренды за команду Второй лиги «Хаджеттепе». В 2018 году Оздемир вернулся в «Генчлербирлиги». 31 августа в матче против «Анкараспора» он дебютировал в Первой лиге Турции. По итогам сезона Берат помог клубу выйти в элиту. 17 августа 2019 года в матче против «Ризеспора» он дебютировал в турецкой Суперлиге. 26 августа в поединке против «Газиантепа» Берт забил свой первый гол за «Генчлербирлиги». В начале 2021 года Оздемир перешёл в «Трабзонспор», подписав контракт на 4,5 года. Сумма трансфера составила 2,5 млн. евро. 19 января в матче против «Коньяспора» он дебютировал за новую команду. В 2022 году Оздемир помог клубу выиграть чемпионат.  

## Карьера в сборной
8 октября 2021 года в отборочном матче чемпионата мира 2022 против сборной Норвегии Оздемир дебютировал за сборную Турции. 

## Достижения
Клубные
 «Трабзонспор»
- Победитель турецкой Суперлиги — 2021/2022
- Обладатель Суперкубка Турции — 2020